# Ostružnja Gornja
Ostružnja Gornja (szerbül: Oстружња Горња), település Bosznia-Hercegovinában, a Szerb Köztársaság északi régiójában Stanari községben. 

## Fekvése
A település Bosznia-Hercegovina északi részén, Dobojtól légvonalban 15, közúton 23 km-re nyugatra, községközpontjától légvonalban és közúton 4 km-re keletre, a Krnjin régió északi részén, a Radnja-folyó jobb oldali mellékvize, az Ostružnja-patak felső folyásánál, 224-313 méteres magasságban található.

## Népessége
| Nemzetiségi csoport | Népesség 1991 | Népesség 2013 |
| ------------------- | ------------- | ------------- |
| Szerb               | 491           | 383           |
| Bosnyák             | 0             | 0             |
| Horvát              | 1             | 1             |
| Jugoszláv           | 2             | 0             |
| Egyéb               | 1             | 21            |
| Összesen            | 495           | 405           |

## Története
A település 1878-ig tartozott az Oszmán Birodalomhoz, ekkor a berlini kongresszus határozata alapján az Osztrák-Magyar Monarchia része lett. 1879-ben az első osztrák-magyar népszámlálás során a Tešanji járáshoz és Stanari községhez tartozó településnek 11 háztartása és 106 ortodox lakosa volt. 1910-ben a Tesanji járáshoz tartozó településen 29 háztartást, 232 ortodox és 2 muszlim lakost találtak. A monarchia szétesésével 1918-ban előbb a Szerb-Horvát-Szlovén Királyság, majd 1929-től a Jugoszláv Királyság része lett. Az 1929-es törvény értelmében, amikor Bosznia-Hercegovinát négy banovinára, Drinskára, Vrbaskára, Zetskára és Primorskára osztották, a település a Vrbaska banovina része lett, amelynek székhelye Banja Luka volt.
A második világháborúban Jugoszlávia megszállása után a Független Horvát Állam (NDH) része lett. A második világháború után 1992-ig a település a szocialista Jugoszlávia keretében a Bosznia-Hercegovinai Népköztársaság része volt. A boszniai háborút lezáró daytoni békeszerződés rendelkezése alapján az ország területét felosztották a Bosznia-hercegovinai Föderáció és a boszniai Szerb Köztársaság között. A háború utáni területmegosztáskor a Szerb Köztársaság területéhez csatolták.

## Gazdaság
Ostružnja gazdaságának alapja a szénbányászat. A geológiai felmérések szerint a Stanari szénmező területén, Raškovac, Dragalovci és Ostružnja településeken mintegy 150 millió tonna kénmentes szénkészlet, valamint nagy mennyiségű kvarchomok és kaolin, azaz olyan nyersanyagok találhatók, amelyekre nagy a kereslet az építőiparban, az üvegiparban és a kohászatban. A szén kitermelése Stanariban 1948-ban kezdődött a Raškovac külszíni fejtésben. A földalatti kitermelés 1955-ben kezdődött, és 1975-ig tartott a medence északi részén. A déli részen, ostružnja területén, 1974 és 1980 között folytak a feltárások. A Krnjin-hegyvidéken a Stanari bánya biztosítja a legtöbb munkahelyet, de az 1980-as évek közepe óta a bánya komoly pénzügyi problémákkal és munkáslázadásokkal küzd. A problémák az 1990-es évek eseményeivel és a nagy gazdasági visszaeséssel súlyosbodtak. A források és az új berendezések felújításába és beszerzésébe történő beruházások hiánya miatt a termelés szintje évről évre csökkent. A szénbányászat fellendülését várják a Stanari hőerőmű beindulásától, melyhez a fűtőanyagot a szénbánya biztosítja. Ennek érdekében a bányát 2006-tól újra fejlesztik.